# Josep Betalú
Betalú i Constantino est un nom catalan. Le premier nom de famille, paternel, est Betalú ; le second, maternel, souvent omis, est Constantino ; les deux sont fréquemment liés par la conjonction « i ».
Josep Betalú Constantino, né le 21 octobre 1977 à Amposta (Catalogne), est un coureur cycliste espagnol. Il participe à des compétitions sur route et en VTT,.

## Biographie
Josep Betalú commence le cyclisme à l'âge de dix-sept ans par le VTT. À vingt-deux ans, il stoppe temporairement le vélo pour commencer des études. Propriétaire d'un atelier mécanique, il devient ensuite disc jockey. 
Il ne reprend le cyclisme qu'en 2007, à l'âge de trente ans. Durant plusieurs saisons, il se distingue chez les amateurs en obtenant diverses places victoires. Il remporte notamment le Tour de Castellón ainsi que le Tour des comarques de Lugo en 2012. Il s'impose par ailleurs sur des compétitions en cyclo-cross. Fin 2014, il rejoint l'équipe Progress CKT Monton pour la saison de cyclo-cross, avec un statut de professionnel. Cette structure lui offre ainsi la possibilité de participer à plusieurs manches du Superprestige et de la Coupe du monde.
Spécialiste des courses de VTT extrêmes, il remporte en 2018 la Titan Desert pour la troisième année consécutive, ainsi que la Ruta de los Conquistadores pour la seconde fois, au Costa Rica.

## Palmarès sur route
- 2012
  - Champion de Catalogne du contre-la-montre[7]
  - Tour de Castellón
  - Tour des comarques de Lugo
  - 2e étape du Tour de Cantabrie
  - 2e du Tour de Cantabrie
- 2013
  - Trofeo San Jorge
  - Tour de Castellón[8]
- 2014
  - Champion de Catalogne du contre-la-montre
  - Grans Clàssiques[9]
  - Trofeo San Jorge
  - Trofeu Baix Penedés
- 2017
  - Gran Premi Sant Pere

## Palmarès en cyclo-cross
- 2011-2012
  - Trofeu Ciutat de Carlet
- 2012-2013
  - Trofeo Camp de Mirra, El Camp de Mirra
  - Trofeu Joan Soler, Manlleu
  - Gran Premi Ciutat de Vic
- 2014-2015
  - Cyclo-cross d'Igualada
  - Gran Premi Ciutat de Vic

## Palmarès en VTT
- 2014
  - Vuelta Internacional a Ibiza
- 2016
  - Titan Desert
  - 2e étape de la MedXtrem[10]
- 2017
  - Titan Desert
  - Ruta de los Conquistadores
- 2018
  - Titan Desert
  - Ruta de los Conquistadores
- 2019
  - Titan Desert
  - Ruta de los Conquistadores